# Rola-da-jamaica
Rola-jamaicana ou rolinha-de-barriga-branca (Leptotila jamaicensis) é uma espécie de ave da família Columbidae.
Pode ser encontrada nos seguintes países: Bahamas, Ilhas Cayman, Colômbia, Honduras, Jamaica, México e Turks e Caicos.
Os seus habitats naturais são: florestas secas tropicais ou subtropicais , florestas subtropicais ou tropicais húmidas de baixa altitude e florestas secundárias altamente degradadas.